# Lagoa do Mato (distrito de Itatira)
Lagoa do Mato é um distrito do município de Itatira, no estado do Ceará.

## Histórico
Entre o Rio Santa Rosa e o Riacho São Joaquim cresceu o povoado de Lagoa do Mato. Lugar de paisagem exuberante, cercado por rios e montanhas foi de início chamado de Paraíso. E o que levou os primeiros moradores deste lugar a chamá-lo de Paraíso foram seus aspectos naturais. Para quem vinha subindo o Rio Santa Rosa ao chegar no encontro deste com o Riacho São Joaquim via ao fundo, distante umas três léguas, a Serra da Samambaia, hoje Serra do Machado. Atrás rumando para o Sul ficava a Serra da Boa Vista e na direção Oeste se estende a Serra do Merus.
As primeiras pessoas que conheceram este lugar foram os tangedores de gado vindo da Vila Sobral para Vila Quixeramobim ou vice-versa. O caminho para retirada de gado de um lugar para outro naquela época eram pelas margens dos rios e a passagem entre a bacia hidrográfica do Rio Groaíras e a bacia hidrográfica do Banabuiú passava entre o Rio Santa Rosa e o Riacho São Joaquim.
Na época este lugar era estratégico para descansar da viagem. Ali perto havia uma lagoa que quase sempre tinha água, então o gado bebia, deitava por debaixo das árvores, os vaqueiros também procuravam um lugar para descansar e no outro dia antes do sol aparecer continuavam a viagem.
Esta lagoa virou referência para os tangedores de gado que transitavam entre a Região Norte e o Sertão Central do Ceará. Como não se sabia a quem pertencia àquelas terras logo apareceram interessados e estabeleceram morada perto daquela lagoa que ficava no meio do mato, logo chamada de Lagoa do Mato.
Antônio Ferreira Braga, grande criador de gado em Quixeramobim, sabendo notícias desse lugar procurou estabelecer uma fazenda às margens do Rio Santa Rosa. Veio com ele algumas pessoas da Vila de Quixeramobim e também construíram seus ranchos entre o Riacho São Joaquim e o Rio Santa Rosa. Quem morava nestes ranchos eram os vaqueiros que cuidavam do gado e da terra que por não ser de ninguém era do primeiro que a ocupou. Esses ranchos serviram de entreposto para a retirada de gado entre a Zona Norte e o Sertão Central do Ceará.
Com a morte de seus antigos proprietários a maioria das casas ficaram abandonadas, só alguns moradores continuaram morando por aqui. No final do século XIX, chegou por esta região Trajano Honorato da Silva, vindo da Serra dos Cocos, no Ipu. Vendo aquele lugar quase desabitado procurou saber de quem eram aquelas terras. Informado de que os donos viviam a maioria, na vila de Quixeramobim, procurou um dos proprietários e tratou de comprar um terreno onde estabeleceu morada.
Através de seu trabalho foi se firmando e depois de alguns anos de bom inverno Trajano Honorato da Silva era o proprietário de quase todas as terras entre o Rio Santa Rosa e o Riacho São Joaquim. Todas essas compras de terrenos foram registradas no Cartório da Vila de Quixeramobim.
Quando Trajano Honorato chegou por aqui este lugar era conhecido como Lagoa do Mato do Paraíso, com o passar do tempo as pessoas passaram a chamar só Lagoa do Mato. Ele doou o terreno para construção da Igreja em homenagem a Nossa Senhora do Carmo.
Em 1953 o povoado de Lagoa do Mato foi elevado à categoria de vila, sede do distrito de mesmo nome. Em 1969 recebeu calçamento na avenida principal e em algumas ruas, a Praça Antônio Honorato recebeu iluminação a vapor de mercúrio, foi colocada uma televisão na praça da Igreja, foi construído um banheiro público e o distrito ganhou um novo conjunto gerador com maior capacidade de geração de energia.

## Formação Administrativa
Pela lei estadual nº 2209, de 19-12-1953, é criado o distrito de Lagoa do Mato e anexado ao município de Itatira.

## Características

### Religiosidade
O distrito é famoso por sua Igreja Matriz. De 06 a 16 de julho é comemorada a Festa de Nossa Senhora do Carmo que é uns dos principais eventos religiosos da região, atraindo milhares de devotos.

### Cultura
Desde as peças teatrais, religiosas ou não, a dança, as festas juninas e o esporte são características da cultura "lagoadomatense" e também itatirense que vem se consagrando na região do Sertão Central do Ceará.

### Turismo
A Serra da Boa Vista é um dos pontos turísticos mais conhecidos, com aproximadamente 621 m de altura, 2.037 pés e 4,5 km de extensão. É uma das serras mais famosas da região.